# Горнунг, Михаил Борисович
Михаи́л Бори́сович Го́рнунг (18 июля 1926, Москва — 1 марта 2009, Москва) — российский географ-африканист, переводчик-синхронист, библиофил, нумизмат, экслибрисист, москвовед. Сын Бориса Владимировича Горнунга, племянник Льва Владимировича Горнунга.

## Биография
Михаил Борисович родился 18 июля 1926 в самом сердце Москвы — на Балчуге (Садовническая наб., д.1/15). Отец Борис Владимирович Горнунг — российский лингвист, филолог, литературовед, философ, поэт и переводчик. Мать — Нина Витальевна Горнунг (Костовская) — переводчица. Дядя и крёстный отец Лев Владимирович Горнунг — известный мемуарист, поэт и фотограф. Предки отца переселились в Россию из Швеции при Петре I.
В начале Великой Отечественной войны с семьёй был эвакуирован в Уфу, а оттуда в Ташкент (весна 1942 — май 1943), где в тяжёлых, голодных условиях окончил с отличием среднюю школу. По возвращении из эвакуации летом 1943 г. поступил на Геологический (в тот год геолого-почвенный) факультет МГУ, мечтая стать геологом, но проучившись в университете всего два месяца, был досрочно, в семнадцать лет, призван в армию. Присягу принял в ноябре 1943 г. и до мая 1945 г. был связистом-телефонистом в Краснознамённом 1-м Отдельном полку связи. Войну закончил в Белоруссии в звании сержанта. В мае 1945 г. был из армии направлен в Военный Институт Иностранных языков Красной армии (ВИИЯ КА), где благодаря отличному знанию французского, который учил с детства и на котором говорили в семье, был зачислен сразу на 2-й курс 1-го факультета. Через год переведен на 7-й факультет (разведка), который окончил в 1948 г. как переводчик-референт по Франции. В ноябре 1949 года Горнунг был переводчиком при общении в Кремле Сталина с албанским вождем Энвером Ходжей. На следующий год был отправлен в Париж, чтобы содействовать вывозу в Москву тяжело больного Мориса Тореза. По военной специальности служил до марта 1953 г.. За эти годы познакомился со многими странами Западной Европы и Африки.
Несмотря на напряжённую службу, в 1947 г. сумел продолжить образование, но уже на Географическом факультете МГУ, где имелись вечернее и заочное отделения. В 1949 г. женился на своей однокурснице И. Л. Белой (Горнунг), с которой прожил без малого 60 лет. В период подготовки дипломной работы по геоморфологии Камчатки М. Б. Горнунга послали на геологический конгресс в Алжир в качестве переводчика-синхрониста. В результате место Камчатки занял Северный Алжир. В 1953 г. Михаил Борисович окончил университет, защитив первую в МГУ дипломную работу по Африке, основанную на личных наблюдениях, и в этом же году окончательно оставил военную службу ради научно-исследовательской работы. В июле 1953 г. М. Б. Горнунг был приглашен в Институт географии Академии Наук (ИГАН). Защитив диссертацию на степень кандидата географических наук (1959), он начал руководить группой по изучению стран Африки в отделе географии капиталистических стран (с 1960 г.).
В годы работы в ИГАНе М. Б. Горнунг совмещал научные исследования с научно-организационной работой в Отделении геолого-географических наук Президиума Академии Наук, состоял в должности Ученого секретаря Национального комитета советских географов (1956—1965 гг.) и члена правления советской ассоциации «Дружба с народами Африки» (1957—1965 гг.), являлся членом Координационного совета по изучению Африки при Президиуме АН СССР (позже преобразованном в Научный совет АН по проблемам Африки. В 1966—1970 гг. в ранге советника работал в Экономической Комиссии ООН для Африки (ЭКА) со штаб-квартирой в Аддис-Абебе, осуществляя координацию ряда проектов ЮНЕСКО, Всемирной метеорологической организации (ВМО), ФАО и других организаций системы ООН на территории Африки. В течение четырех лет он также являлся редактором-издателем «Бюллетеня природных ресурсов ЭКА ООН».
В 1960-х — 1970-х гг. М. Б. Горнунг активно занимался подготовкой кадров отечественных африканистов, являясь руководителем всех научных тем по Африке в ИГАНе, а также участвуя в работе вновь созданного Института Африки, в частности, как член Ученого совета со дня его основания и до начала 1970-х гг.
За почти 35 лет в Институте географии АН Михаил Борисович прошел путь от младшего научного сотрудника до заведующего Лабораторией глобальных проблем. В 1987 г. М. Б. Горнунгу, в составе большого авторского коллектива, работавшего над 12-томным трудом «Страны и народы» (1978—1985), присуждена Государственная премия СССР. В том же году после первого тяжелого инфаркта миокарда Михаил Борисович ушел на пенсию, так как не мог уже продолжать полноценно заниматься географической африканистикой и тропикалистикой, а, в его понимании, исследования без личных полевых наблюдений практически утрачивают смысл.
Последнюю четверть жизни Михаил Борисович посвятил вспомогательным историческим дисциплинам — нумизматике, геральдике, экслибристике, а также библиофилии в самом широком её понимании.
М. Б. Горнунг скончался 1 марта 2009 г. на 83-м году жизни от повторного инфаркта миокарда. Похоронен на Ваганьковском кладбище.

Горнунг прожил несколько жизней — для нетривиальности и насыщенности хватило бы любой из них в отдельности. Притом разных до такой степени, что нелегко понять, как все они вообще смогли достаться одному человеку и уложиться в его биографическую логику…Складывается изумляющее впечатление, что у Горнунга ничто не пропадало впустую — все шло на выработку нужных ему смыслов.— Ольга Балла. Несколько его жизней. Михаил Горнунг. Зарницы памяти // Знамя : журнал. — 2014. — № 6.

## Профессиональная и творческая деятельность

### Географ-африканист (тропикалист)
Более 30 лет научные интересы М. Б. Горнунга были сосредоточены преимущественно на изучении природно-ресурсного потенциала и геоэкологических ситуаций в аридных регионах и влажных тропиках. Особое значение он придавал природе тропиков и хозяйственным проблемам расположенных в их поясе развивающихся стран африканского континента. После полевых маршрутов в Западной Африке в 1952 г. (Сенегал), он в 1954 г. знакомится с Гвинеей и Мали, в 1959 г. — с Ганой, в 1960-61 гг. опять работает «в поле» в Гвинее, в 1965 г. впервые попадает в Африку южнее экватора (Замбия и Родезия-Зимбабве). В 1966—1970 гг. он посещает большинство африканских стран. Кроме того, в 1956 и 1958 гг. Михаил Борисович имел возможность детально познакомиться также с тропиками Южной Америки и субтропическими областями Южной и Юго-Восточной Азии. Выводы по его многолетней практической работе в развивающихся странах в начале 1970-х гг. стали разделом африканской части «Всемирного плана действий ООН по применению науки и техники в развивающихся странах». Оценивая их научное значение, российские географы отмечали, в частности, что Горнунг является «одним из создателей отечественной географии развивающихся стран», и что «трудно переоценить его личный вклад в становление в СССР географической африканистики». О международной деятельности М. Б. Горнунга, как учёного, один из ведущих современных географов, академик РАН В. М. Котляков, выступая в связи с 70-летним юбилеем Михаила Борисовича, подчеркивал, что в 1950-х годах именно его активность способствовала скорейшему вхождению отечественной географии в сферу деятельности Международного географического союза.
К 80-летию М. Б. Горнунга Русское Географическое общество избрало его своим почетным членом.

### Нумизмат
Увлечение Михаила Борисовича нумизматикой имело свои истоки в детстве и в семейной традиции. Прадед Михаила Борисовича, Иосиф Иванович Горнунг (1827—1905), входил в число основателей российской научной нумизматики, был почетным членом Московского Нумизматического общества. Как и его предок, Михаил Борисович, по общему мнению, внес весомый вклад в развитие нумизматической науки, как отечественной, так и стран Африканского континента. Можно сказать, что он стал основоположником африканской нумизматики в нашей стране, а к концу жизни был признан одним из самых авторитетных русских нумизматов. Одной из наиболее известных книг по нумизматике, изданной совместно с М. М. Максимовым в 1976 г., является «Очерки о первой меди». В своих многочисленных статьях особое внимание Михаил Борисович уделял вопросам зарождения и развития нумизматики в России, знакомил читателей с трудами незаслуженно забытых нумизматов, а также с биографиями выдающихся деятелей российской нумизматики. «Статьи Горнунга, написанные с ювелирной точностью, его выступления на нумизматических конференциях, всегда насыщенные новой информацией, изысканные по форме и доходчивые по содержанию, снискали уважение коллег».

### Библиофил, экслибрисист, москвовед
М. Б. Горнунга с лёгкостью можно назвать потомственным библиофилом. Московская библиотека Горнунгов — одно из старейших частных книжных собраний в Москве. Михаила Борисовича по праву считали авторитетным знатоком и в экслибристике. В 2001 г. в московском Музее экслибриса 75-летию М. Б. Горнунга была посвящена выставка «Человек и книга», проведённая под эгидой Международного союза книголюбов. Потомственный библиофил-москвич предстал в экспозиции выставки не только как собиратель и читатель книг, но и как их создатель — автор, переводчик, комментатор, редактор.
Михаил Борисович был одним из активнейших членов Совета Мандельштамовского общества, подготовившим к публикации две книги, вышедшие в серии «Библиотека Мандельштамовского общества». Он также был участником или инициатором многих интересных дискуссий и автором публикаций материалов из своего семейного архива, в том числе об Осипе Мандельштаме и Бенедикте Лившице.
М. Б. Горнунг всегда с гордостью называл себя «коренным москвичом» и был хорошо известен среди москвоведов. Как писала Наталья Иванова: «…коренной москвич, великолепно знающий свой город благодаря еще детским прогулкам с отцом по Москве, „кругами“…», Михаил Борисович не только знал и любил свой город, но и принимал активное участие в сохранении памяти о старой Москве и москвичах. Немало сил М. Б. Горнунг приложил для возвращения славных имён отечественной науки и культуры. «Архивные изыскания этого скромного в том, что касается его самого, человека вызвали из забвения десятки имен достойнейших людей прошлого». Большой отклик получила в своё время его газетная статья «Долг памяти».

## Награды
О себе М. Б. Горнунг писал: «Из полученных наград особо ценю знак лауреата Государственной премии СССР (1987 г.), медаль Академии Российской словесности („Ревнителю просвещения“) в память 200-летия А. С. Пушкина, медаль „Иван Федоров“ Международного союза книголюбов („за многолетнюю самоотверженную работу во имя и во славу книги“), немецкую медаль Александра Гумбольдта, полученную еще за первые работы по Африке. 9-го мая надеваю медаль „За Победу над Германией“, врученную мне генералом Н. Н. Биязи, и орден Отечественной войны».